# Bahía de Bizkaia Gas

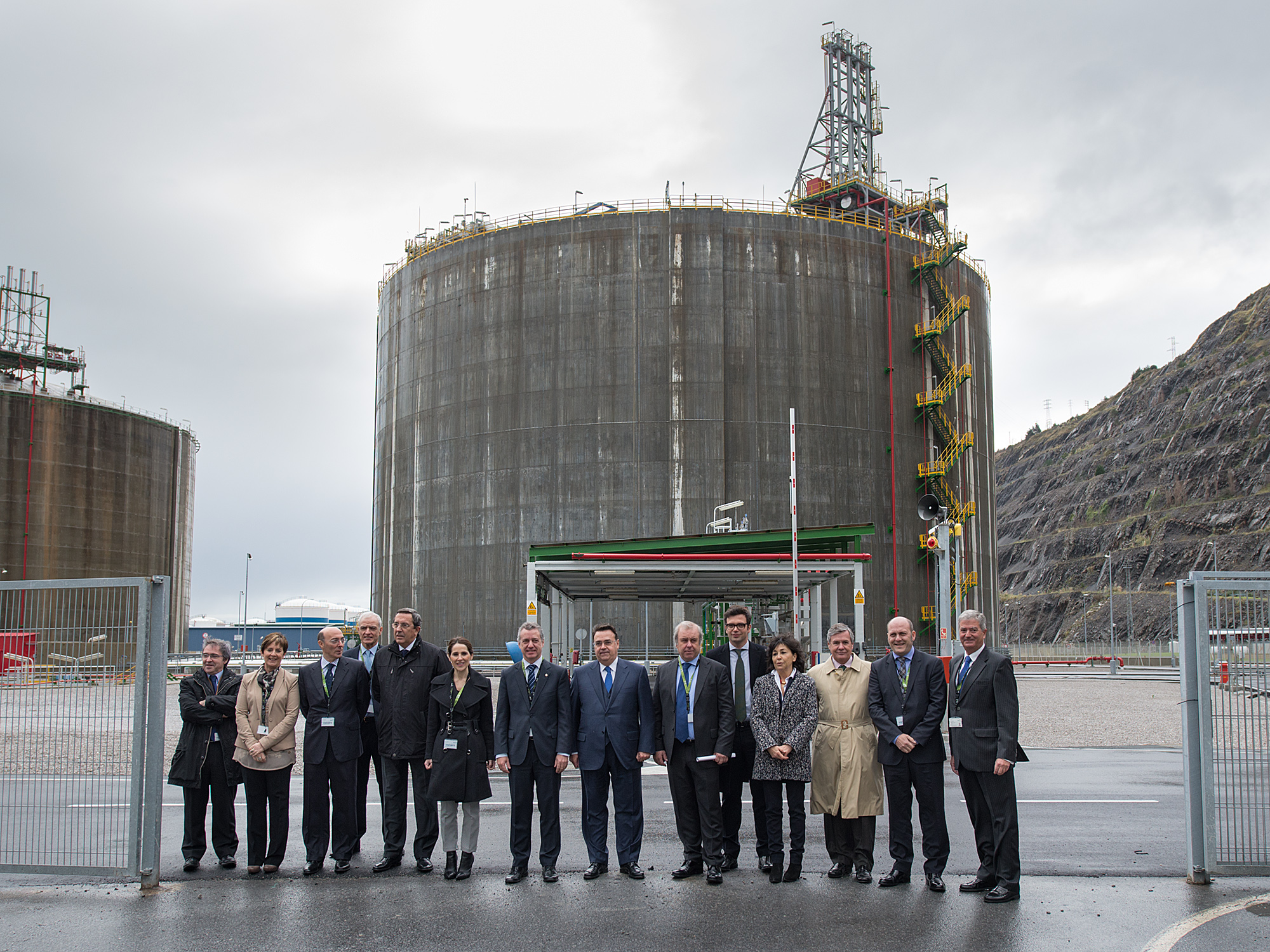
Inauguración de un tanque de gas en 2015

Bahía de Bizkaia Gas S.L. (BBG) es una planta regasificadora situada en el término municipal de Ciérvana (Vizcaya).  Se conecta con el almacén de gas de Gaviota, en Bermeo, a través del gasoducto de Euskadour.

## Historia
Con una inversión final de 264 millones de euros, Bahía de Bizkaia Gas se ha construido en un periodo de 30 meses entrando en servicio en agosto de 2003. Mediante un contrato "llave en mano" Technigaz, Initec y Sofregaz formaron el consorcio industrial que se ha encargado de la construcción de la planta: UTE TIS.
Cuenta con dos tanques de almacenamiento de gas licuado. La llegada del primer metanero, el Bristish Innovator, se produjo el 8 de agosto de 2003, y tras la puesta en marcha de BBG, la planta entró pocos meses después en operación comercial.
La capacidad de emisión de la planta es de 800.000 m³ (n)/h de gas.
El 2 de julio de 2009 Iberdrola vende sus participaciones en BBG y en la refinería de Sagunto (SAGGAS) por 200 millones a RREEF Infraestructure.
El 3 de septiembre de 2009 BP vende sus participaciones en BBG por 65 millones a Enagas.
En septiembre de 2011 comenzará la construcción del tercer tanque de almacenamiento.

## Propiedad
La planta de Bahía de Bizkaia Gas está participada por:
- Ente Vasco de la Energía (50%)
- Enagás (50%)

## Objeto social de Bahía de Bizkaia Gas
Consiste en la explotación comercial de una planta de regasificación.
Bahía de Bizkaia Gas (BBG) regasifica el gas natural licuado (GNL) que recibe de barcos metaneros y su capacidad de emisión es de 800 000 m³ (n)/h de gas.
Este gas natural se destina al consumo doméstico, comercial, industrial y a la generación de energía eléctrica en la planta de ciclo combinado Bahía de Bizkaia Electricidad (BBE), cuya potencia es de 800 MW. 
El proyecto de Bahía de Bizkaia Gas y Electricidad se ha desarrollado para dar respuesta a la demanda energética existente en el País Vasco y el Arco Atlántico europeo.
El consumo de gas natural y electricidad crecen, pero la producción de energía primaria y las infraestructuras gasistas y eléctricas no lo hacen al mismo ritmo. Bahía de Bizkaia Gas tiene como objetivos principales: Lograr el crecimiento y mejora de la competitividad energético-industrial de la economía vasca. Garantizar y asegurar, en cantidad y calidad, el suministro energético. Y, todo ello, enmarcado en el firme compromiso de máximo respeto al medio ambiente.

## Principales razones para la implantación de una planta de regasificación
Son fundamentalmente dos:
- La alta penetración del gas natural en la demanda energética del País Vasco, superior a la del conjunto del Estado y en línea con la de Europa.
- La importancia de su suministro condicionado por la importación a través de gasoducto en cola de red.

## Objetivos
- Mejorar el sistema de abastecimiento de gas dentro de la comunidad autónoma del País Vasco, en España y Europa.
- Diversificar el suministro.
- Servir de fuente de energía tanto para el mercado del gas natural industrial, doméstico y comercial, como para la planta de ciclo combinado Bahía de Bizkaia Electricidad.

## Política integrada de calidad, medio ambiente y prevención
La Misión de BAHÍA DE BIZKAIA GAS, S.L., cuya actividad principal consiste en la Regasificación del Gas Natural Licuado que recibe de barcos metaneros, es la mejora del sistema de abastecimiento de Gas Natural dentro del “Sistema Gasista Español”, diversificando el suministro y sirviendo de fuente de energía para el mercado de gas industrial, doméstico y comercial, así como para la generación de energía eléctrica
Las actividades de BBG, aplicables a la descarga, almacenamiento y regasificación de Gas Natural Licuado, se encuentran sometidas, por parte de las autoridades competentes, a una extensa regulación aplicable a las actividades del sector gasista que, reconociendo la libre iniciativa empresarial, garanticen un suministro en condiciones de Seguridad y de protección del Medio Ambiente.
En este contexto, BBG ha decidido dotarse de un Sistema Integrado de Gestión de Calidad, Medio Ambiente, Prevención de Riesgos Laborales y Accidentes Graves(en adelante Sistema Integrado de Gestión), conforme a las normas UNE-EN-ISO 9001:2000, UNE-EN-ISO 14001:2004, OHSAS 18001:1999 y RD 1254/99 que, desde una perspectiva de desarrollo sostenible, permita alcanzar las máximas cotas de calidad de las actividades que realiza para garantizar el suministro energético, en condiciones de óptima seguridad de las personas e instalaciones, con el máximo respeto al Medio Ambiente y con una política activa de prevención de la contaminación.

## Labor social
- Bahía de Bizkaia ha recibido por parte de Emakunde el reconocimiento por su labor a favor de la igualdad entre mujeres y hombres. Este proyecto se enmarca en su proyecto Organización, Valores y Cultura que desarrolla esta entidad con el objetivo de poner en valor dentro de la organización valores de integración ante la diversidad humana en su globalidad.[5]